# Bautista (Pangasinan)
Bautista è una municipalità di quarta classe delle Filippine, situata nella Provincia di Pangasinan, nella regione di Ilocos.
Bautista è formata da 18 baranggay:
- Artacho
- Baluyot
- Cabuaan
- Cacandongan
- Diaz
- Nandacan
- Nibaliw Norte
- Nibaliw Sur
- Palisoc
- Poblacion East
- Poblacion West
- Pogo
- Poponto
- Primicias
- Ketegan
- Sinabaan
- Vacante
- Villanueva